# Thyone aurea
Thyone aurea is een zeekomkommer uit de familie Phyllophoridae.
De wetenschappelijke naam van de soort werd in 1834 gepubliceerd door Quoy & Gaimard.